# Alireza Faghani
Alireza Faghani (født 21. marts 1978) er en iransk fodbolddommer som har været på FIFAs Internationale Dommerliste siden 2008, og som til dagligt dømmer i Persian Gulf Pro League. Faghani har dømt adskillige større kampe, eksempelvis 2014 AFC Champions League og VM-finalen for klubhold i 2015. Han medvirker som dommer ved VM i fodbold 2018 i Rusland.